# Sydney McMeekan
Sydney McMeekan, né le 7 mars 1925, à Birmingham, en Angleterre et décédé en juin 1991, à Birmingham, est un ancien joueur britannique de basket-ball. Il est le frère jumeau de Stanley McMeekan.